# Rue des Épinettes
La rue des Épinettes est une voie située dans le quartier des Épinettes du 17e arrondissement de Paris.

## Situation et accès
De direction sud-ouest - nord-est, elle débute entre le n° 62 et le n° 64 de la rue de La Jonquière pour s'achever entre les numéros 49 et 51 boulevard Bessières. Dans son prolongement vers le sud-ouest se trouve la Cité des Fleurs. 
La rue des Épinettes est desservie par la ligne 13 du métro aux stations Guy Môquet, Porte de Saint-Ouen et Porte de Clichy, ainsi qu'à proximité immédiate par la station Épinettes-Pouchet du tramway T3b.

## Origine du nom

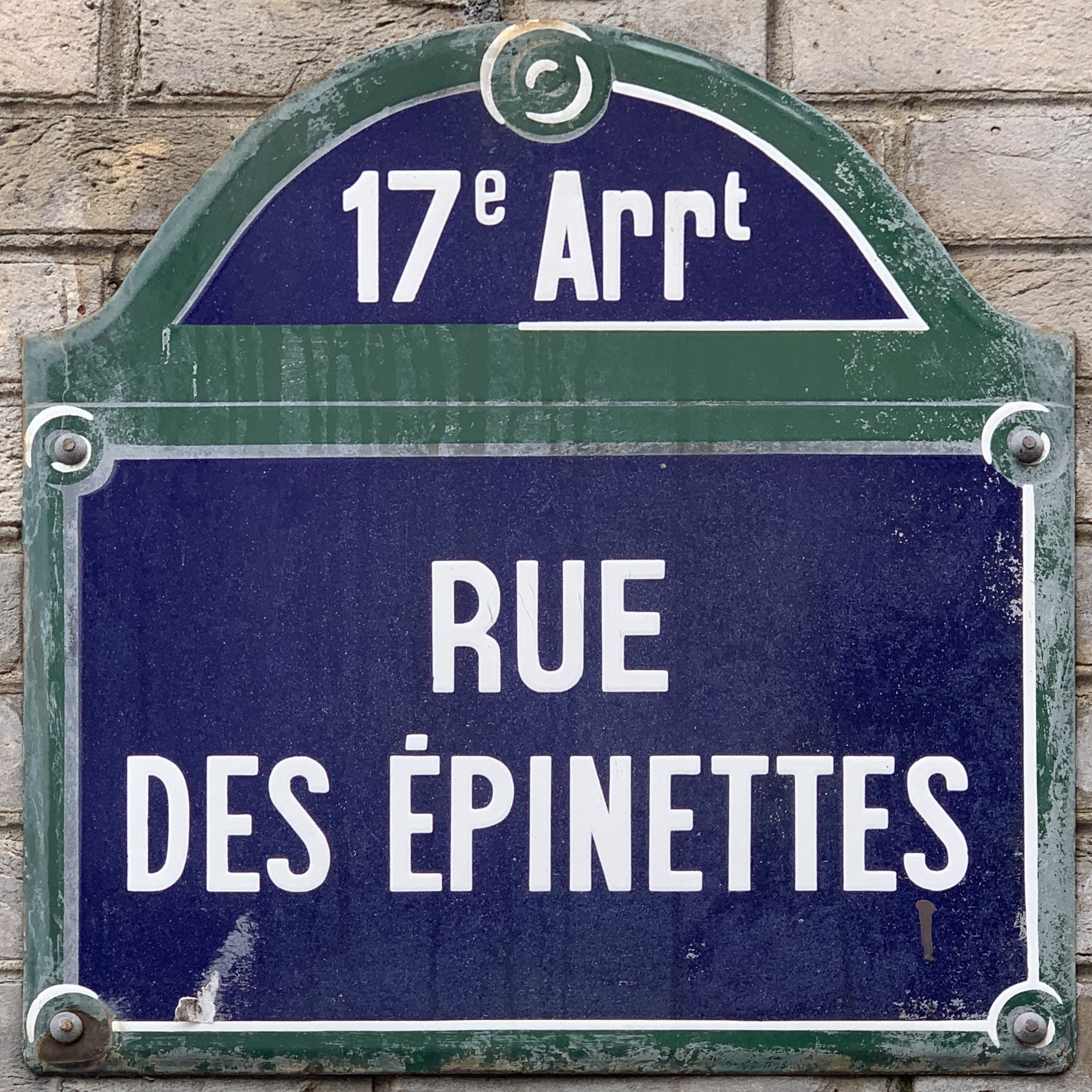
Plaque de la rue.

Elle porte ce nom en référence au lieu-dit, devenu un quartier, dans lequel elle se situe et qui doit son nom à l'épinette blanche, un cépage de vignes autrefois présent sur cette colline.

## Historique
Cette voie, de l'ancienne commune des Batignolles, a été ouverte en 1854 sous le nom de « chemin des Épinettes ». Elle est classée dans la voirie des Batignolles par arrêté du 5 octobre 1857, sous le nom d'« avenue des Fruits », avant de prendre sa dénomination actuelle en 1874.

## Bâtiments et lieux de mémoire
- Immeuble Nord-Beauséjour , réalisation des architectes Arthur-Georges Héaume et Alexandre Persitz.